# Al Sufouh
Al Sufouh är en stadsdel i Dubai i Förenade Arabemiraten och är ett nyetablerat område som ligger i stadens sydvästra del cirka 25 kilometer från centrum. Al Sufouh ligger utefter kusten och är uppdelat i två delområden, Al Sufouh 1 i norr och Al Sufouh 2 i syd. Al Sufouh 1 är ett villaområde som gränsar till stadsdelen Umm Suqeim i nordost och Sheikh Zayed-vägen (E11, Sheikh Zayed Road) i öster. Al Sufouh 2 ligger söder om Palm Jumeirah, innefattar en ekonomisk frizon med bland annat Dubai Internet City och Dubai Media City samt gränsar till Dubai Marina-området i sydost och Sheikh Zayed-vägen i öster. 
Al Sufouh är cirka 7 km² till ytan och är ett glesbefolkat område med ungefär 5 000 invånare.